# Бетани Джой Ленц
Бетани Джой Ленц (на английски: Bethany Joy Lenz), родена на 2 април 1981 година, е американска актриса, певица, музикант, продуцент, режисьор и авторка на песни.

## Биография
Като тийнейджърка тя подобрява своите вокални умения благодарение на директора на Бруклинския колеж по опера и не само свири на китара и пиано, но също пише собствена музика. Като певица тя пуска на пазара два независими албума със заглавията Preincarnate и Come On Home (2005). Известна е със своя дует, който оглавява класациите, When the Stars Go Blue и видеото на Songs in My Pockets. Участва и в сериала „Самотно дърво на хълма“ в ролята на Хейли Джеймс Скот.

## Филмография

### Телевизия и сериали
1. The Guiding Light (1998 – 2000)
2. Mary and Rhoda (2000)
3. Самотно дърво на хълма (2003 – 2012) – в ролята на Хейли Джеймс-Скот.

### Комедии
1. Bring It On Again – в ролята на Марни

## Дискография
Студийни албуми
- 2002 Preincarnate
- 2005 Come On Home
- 2006 The Starter Kit
- 2012 Then Slowly Grows
- 2013 Your Woman